# Paraustrorhynchus pacificus
Paraustrorhynchus pacificus är en plattmaskart som beskrevs av Tor Karling och Schockaert 1977. Paraustrorhynchus pacificus ingår i släktet Paraustrorhynchus och familjen Polycystididae. Inga underarter finns listade i Catalogue of Life.